# Serge van Duijnhoven
Serge van Duijnhoven (Oss, 10 september 1970) is een Nederlandse schrijver, dichter en historicus. Hij is de oprichter van het tijdschrift MillenniuM en de Stichting Kunstgroep Lage Landen. Daarnaast is hij frontman van het muzikale gezelschap Dichters Dansen Niet.

## Werk
In 1993 debuteerde de auteur met de dichtbundel Het paleis van de slaap (Prometheus). Met samenwerkingsverbanden als De Sprooksprekers en het eerder vermelde Dichters Dansen Niet combineert Van Duijnhoven poëzie, muziek, video- en computeranimaties tot shows. Hij schrijft proza en poëzie. Zijn dichtbundels kunnen gepaard gaan met een CD, zoals in het geval van het in 2003 verschenen Bloedtest (De Bezige Bij) en Klipdrift (Nieuw Amsterdam).
De zomer die nog komen moest (Nieuw Amsterdam) is zijn laatste verhalenbundel en het eerste proza dat van hem verschijnt sinds 1997. In die periode reisde hij naar de Balkan, waar hij verslag deed van de oorlog. Daarna vestigde hij zich in Brussel. Van Duijnhoven is freelance medewerker van Vrij Nederland, www.cobra.be en het International Feature Agency. Sinds 2008 brengt hij als “Onze Man In Cannes” verslag uit van de hedendaagse filmwereld voor uiteenlopende nieuwe en periodieke media in Nederland, Vlaanderen, Amerika (San Francisco, Seattle) en Azië (Beijing, Shanghai, Guangzhou).
Hij stond op de kandidatenlijst voor de Partij voor de Republiek bij de Tweede Kamerverkiezingen 2021. 